# Loracarbef
Loracarbeful este un antibiotic din clasa carbacefemelor, câteodată introdus în categoria cefalosporinelor de generația a doua. A fost utilizat în tratamentul unor infecții bacteriene, dar a fost retras de pe piață în anul 2006. Calea de administrare era cea orală. În locul său se utilizează ca alternativă cefaclorul.

## Spectru
- Stafilococ inclusiv Staphylococcus aureus
- Streptococ
- Haemophilus spp
- Moraxela catarrhalis